# Cantone di Vannes-2
Il Cantone di Vannes-2 è una divisione amministrativa dell'Arrondissement di Vannes e dell'Arrondissement di Lorient.
È stato costituito a seguito della riforma approvata con decreto del 21 febbraio 2014, che ha avuto attuazione dopo le elezioni dipartimentali del 2015.

## Composizione
Comprende parte della città di Vannes e i 9 comuni di:
- Arradon
- Baden
- Le Bono
- Île-aux-Moines
- Île-d'Arz
- Larmor-Baden
- Plescop
- Ploeren
- Plougoumelen